# Bottens
Bottens est une commune suisse du canton de Vaud, située dans le district du Gros-de-Vaud. Citée dès 1142, elle fait partie du district d'Échallens entre 1798 et 2007. La commune est peuplée de 1 374 habitants en 2023. Son territoire, d'une surface de 694 hectares, se situe dans la région du Gros-de-Vaud.

## Histoire
Bottens est connu sous le nom de Botens en 1142. Bournens forme un fief de l'évêque de Lausanne au XIIe siècle. Le village fait ensuite partie de la châtellenie d'Échallens. Il fait partie du bailliage d'Orbe-Échallens entre 1475 et 1798. Le village est géré par les communiers. Bottens fait ensuite partie du district d'Échallens entre 1798 et 2007, puis du district du Gros-de-Vaud depuis 2008. Bottens n'adhère pas complètement à la Réforme et l'église sert aux protestants et aux catholiques. L'église, datant du XIIe siècle et restaurée en 1711, est réservée aux protestants dès 1904 après la construction d'une église catholique en 1843.

## Géographie
Jusqu'à sa dissolution, la commune faisait partie du district d'Échallens. Depuis le 1er janvier 2008, elle fait partie du nouveau district du Gros-de-Vaud. Elle a des frontières communes avec Assens, Bretigny-sur-Morrens, Échallens, Froideville, Lausanne, Montilliez et Poliez-Pittet.
Le territoire communal se trouve sur le plateau suisse, dans la région du Gros-de-Vaud. La frontière ouest de la commune est marquée par la vallée du Talent dans lequel s'écoulent les ruisseaux du Posat et de Combron dont la vallée boisée marque la frontière sud. À l'ouest se trouvent successivement le plateau de Bottens, la forêt de Planche Riande, la source du Coruz (un affluent de la Mentue) et la colline de la Carnacière qui, avec ses 848 mètres d'altitude, marque le point culminant de la commune.
En plus du village de Bottens, la commune compte les hameaux de Chalet Curial (au sud de la Planche Riande), Mandou (près de la source du Coruz) et Grands Troncs (sur le plateau du Jorat), ainsi que plusieurs exploitations agricoles dispersées.

## Population

### Gentilé et surnom
Les habitants de la commune se nomment les Bottanais.
Ils sont surnommés lè Ruffan (qui signifie peut-être les Grossiers) ou lè Truffian (qui signifie peut-être les Pommes-de-Terre, largement cultivées dans la région, ou les Débauchés) en patois vaudois.

### Démographie
Bottens compte 1 374 habitants en 2023. Sa densité de population atteint 199 hab./km2.
En 2000, la population de Bottens est composée de 466 hommes (50,8 %) et 451 femmes (49,2 %). La langue la plus parlée est le français, avec 862 personnes (93,2 %). La deuxième langue est l'allemand (29 ou 3,1 %). Il y a 847 personnes suisses (91,6 %) et 78 personnes étrangères (8,4 %). Sur le plan religieux, la communauté catholique est la plus importante avec 393 personnes (42,5 %), suivie des protestants (355 ou 38,4 %). 118 personnes (12,8 %) n'ont aucune appartenance religieuse.
La population de Bottens est de 464 habitants en 1850 et elle reste relativement stable jusqu'en 1970. Depuis, la population augmente fortement puisqu'elle est multipliée par 2,5 en 40 ans. Le graphique suivant résume l'évolution de la population de Bottens entre 1850 et 2010 :

## Politique
Lors des élections fédérales suisses de 2011, la commune a voté à 34,46 % pour l'Union démocratique du centre. Les deux partis suivants furent le Parti socialiste suisse avec 13,71 % des suffrages et le Parti libéral-radical avec 13,29 %.
Lors des élections cantonales au Grand Conseil de mars 2011, les habitants de la commune ont voté pour l'Union démocratique du centre à 28,24 %, les Verts à 23,58 %, le Parti libéral-radical à 21,55 %, l'Alliance du centre à 16,06 % et le Parti socialiste à 10,57 %.
Sur le plan communal, Bottens  est dirigé par une municipalité formée de cinq membres et dirigée par un syndic pour l'exécutif et un Conseil communal dirigé par un président et secondé par un secrétaire pour le législatif.

## Économie
Jusqu'au milieu du XXe siècle, l'économie locale était dominée par l'agriculture, l'arboriculture fruitière et l'élevage qui ne représentent cependant plus qu'une part mineure des emplois locaux de nos jours. Depuis le XVIIIe siècle, une briqueterie est également installée à Bottens, rejointe depuis les années 1970 par de nouvelles entreprises actives dans la construction ou dans la mécanique. Dans ces dernières décennies, le village s'est transformé avec la création de zones résidentielles occupées par des personnes travaillant principalement dans la région lausannoise.

## Transports
Bottens fait partie de la communauté tarifaire vaudoise Mobilis. La ligne de bus 60 des transports publics de la région lausannoise reliant Lausanne et Froideville et la ligne de bus 440 de CarPostal reliant Échallens à Moudon s'arrêtent dans la commune. La localité est également desservie par les bus sur appel Publicar, qui sont un service de CarPostal.

## Jumelage
- Guéreins (France) depuis 1991

## Monuments

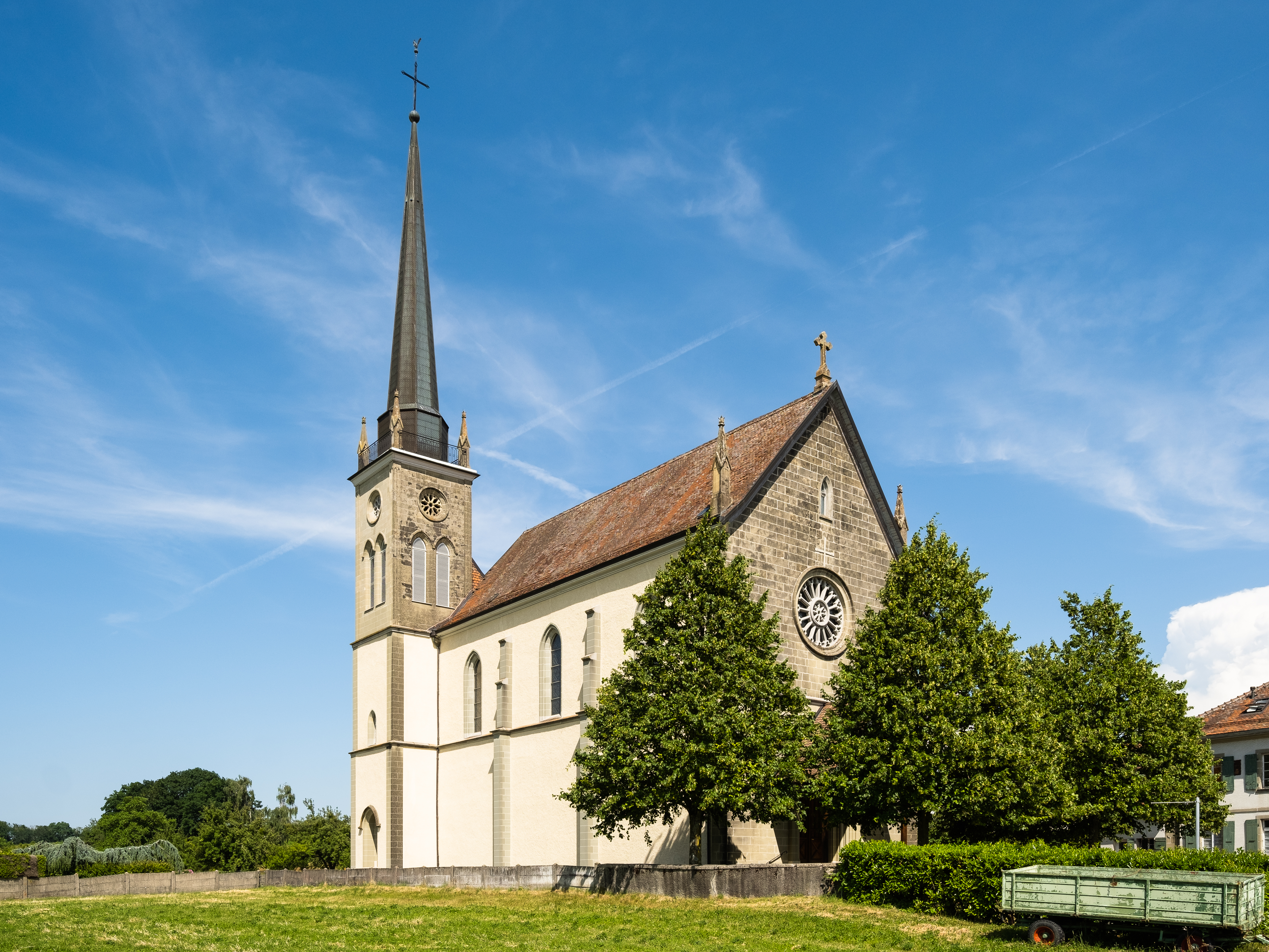
L'église catholique Saint-Étienne.

L'église catholique Saint-Étienne a été construite en 1843-1848 par l’architecte Henri Perregaux. Elle compte parmi les plus remarquables de ses œuvres et figure au nombre des premiers édifices néogothiques du canton de Vaud. Son aménagement intérieur était anciennement particulièrement soigné. Il a été considérablement modernisé en 1979, ce qui a entraîné notamment l'altération, voire la suppression de la chaire richement sculptée, des autels latéraux, du maître-autel et des stalles,. Classée monument historique en 2001. Elle est inscrite comme bien culturel d'importance régionale dans la liste cantonale dressée en 2009.
École (1845-1846) par les architectes lausannois Henri Perregaux et Achille de La Harpe.

## Manifestations
La commune de Bottens compte plusieurs associations, parmi lesquelles une section des paysannes vaudoises, un chœur mixte et une société d'aînés, ainsi que des clubs de football, gymnastique, pétanque, ski alpin et volley-ball.
Chaque année, en septembre, a lieu la fête de la patate. De plus, la commune crée, de juillet à septembre, un labyrinthe de maïs.

## Personnalités liées à la commune
- Placide Nicod (1876-1953), né à Bottens, médecin, orthopédiste et enseignant vaudois.
- Béatrice Métraux (1955-), née à Arcachon, ancienne syndique (2011-2012) et conseillère d'État (2012-2022), conseillère municipale de Bottens.

## Héraldique
| Armes de Bottens | Les armes de la commune de Bottens se blasonnent ainsi : De gueules à la bande d'argent chargée d'un lion de sable. |

### Fonds d'archives
- Fonds : Archives et documents de la Commune de Bottens (1500-). Bottens : Commune de Bottens (présentation en ligne).. Copie de l'inventaire de 1981 (portant sur les archives de 1601 à 1960) aussi aux Archives cantonales vaudoises  et détaillé sur le Panorama des Archives communales vaudoises .

## Source
- (de) Cet article est partiellement ou en totalité issu de l’article de Wikipédia en allemand intitulé « Bottens » (voir la liste des auteurs).